# Jesús Vallejo
Jesús Vallejo Lázaro (sinh ngày 5 tháng 1 năm 1997) là một cầu thủ bóng đá chuyên nghiệp người Tây Ban Nha thi đấu ở vị trí trung vệ cho câu lạc bộ tại Segunda División là Albacete.

## Sự nghiệp cấp câu lạc bộ

### Real Zaragoza
Sinh ra ở Zaragoza, Vallejo tham gia vào đội trẻ Real Zaragoza năm 2007 khi anh lên 10 tuổi. Ngày 26 tháng 7 năm 2013, sau khi gây ấn tượng tại đội trẻ, anh đã ký hợp đồng mới với câu lạc bộ.
Vào ngày 23 tháng 8 năm 2014, ngay cả trước khi xuất hiện cho đội hình B, Vallejo đã có trận ra mắt chuyên nghiệp, bắt đầu từ trận hòa 0-0 trước Recreativo de Huelva để giúp Zaragoza giành chức vô địch giải hạng 2 Tây Ban Nha. Vào ngày 26 tháng 12, anh gia hạn hợp đồng cho đến năm 2019.
Vallejo ghi bàn thắng chuyên nghiệp đầu tiên của mình vào ngày 5 tháng 4, bàn thắng cuối cùng trong trận hoà 1-1 trước CD Tenerife. Tại trận đấu đó anh đã được mang băng đội trưởng đội trưởng.

### Real Madrid
Vào ngày 31 tháng 7 năm 2015, Vallejo đã ký một hợp đồng có thời hạn 6 năm với Real Madrid với mức phí chuyển nhượng 6 triệu euro và ngay lập tức được cho mượn tại Zaragoza trong vòng một năm.
Vallejo chuyển ra nước ngoài để lần đầu tiên trong sự nghiệp của mình vào ngày 12 Tháng 7 năm 2016, sau khi đồng ý một bản hợp đồng cho mượn thời hạn một năm với câu lạc bộ thi đấu ở Bundesliga, Eintracht Frankfurt.
Sau khi hết hạn hợp đồng cho mượn, anh được huấn luyện viên của Real Madrid, Zinédine Zidane gọi về như câu lạc bộ để thay thế trung vệ Pepe ra đi khi hết hạn hợp đồng.

#### Wolverhampton Wanderers (mượn)
Ngày 27 tháng 7 năm 2019, Vallejo chuyển sang Anh thi đấu cho câu lạc bộ Wolverhampton Wanderers tại giải Premier League theo dạng cho mượn trong một mùa giải.

## Sự nghiệp quốc tế
Vào ngày 7 tháng 3 năm 2013, Vallejo xuất hiện cùng với đội U-16 Tây Ban Nha trong một trận giao hữu với Hungary. Anh cũng được lọt vào danh sách đội U-17 tham dự giải vô địch U-17 châu Âu. Tại đây anh đã ra sân trong một trận đấu với Na Uy.

## Thống kê sự nghiệp
Tính đến 24 tháng 5 năm 2025
| Câu lạc bộ                     | Mùa giải            | Giải đấu            | Giải đấu | Giải đấu | Cúp quốc gia | Cúp quốc gia | Cúp liên đoàn | Cúp liên đoàn | Châu lục | Châu lục | Khác | Khác | Tổng cộng | Tổng cộng |
| Câu lạc bộ                     | Mùa giải            | Hạng đấu            | Trận     | Bàn      | Trận         | Bàn          | Trận          | Bàn           | Trận     | Bàn      | Trận | Bàn  | Trận      | Bàn       |
| ------------------------------ | ------------------- | ------------------- | -------- | -------- | ------------ | ------------ | ------------- | ------------- | -------- | -------- | ---- | ---- | --------- | --------- |
| Zaragoza                       | 2014–15             | Segunda División    | 29       | 1        | —            | —            | —             | —             | —        | —        | 3    | 0    | 32        | 1         |
| Real Madrid                    | 2017–18             | La Liga             | 7        | 0        | 4            | 0            | —             | —             | 1        | 0        | 0    | 0    | 12        | 0         |
| Real Madrid                    | 2018–19             | La Liga             | 5        | 1        | 1            | 0            | —             | —             | 1        | 0        | 0    | 0    | 7         | 1         |
| Real Madrid                    | 2021–22             | La Liga             | 5        | 0        | 1            | 0            | —             | —             | 2        | 0        | 0    | 0    | 8         | 0         |
| Real Madrid                    | 2022–23             | La Liga             | 1        | 0        | 1            | 0            | —             | —             | 1        | 0        | 1    | 0    | 4         | 0         |
| Real Madrid                    | 2024–25             | La Liga             | 4        | 0        | 0            | 0            | —             | —             | 0        | 0        | 0    | 0    | 4         | 0         |
| Real Madrid                    | Tổng cộng           | Tổng cộng           | 22       | 1        | 7            | 0            | —             | —             | 5        | 0        | 1    | 0    | 35        | 1         |
| Zaragoza (mượn)                | 2015–16             | Segunda División    | 20       | 0        | —            | —            | —             | —             | —        | —        | —    | —    | 20        | 0         |
| Eintracht Frankfurt (mượn)     | 2016–17             | Bundesliga          | 25       | 1        | 2            | 0            | —             | —             | —        | —        | —    | —    | 27        | 1         |
| Wolverhampton Wanderers (mượn) | 2019–20             | Premier League      | 2        | 0        | 0            | 0            | 2             | 0             | 3        | 0        | —    | —    | 7         | 0         |
| Granada (mượn)                 | 2019–20             | La Liga             | 11       | 0        | 3            | 0            | —             | —             | 0        | 0        | —    | —    | 14        | 0         |
| Granada (mượn)                 | 2020–21             | La Liga             | 21       | 0        | 4            | 0            | —             | —             | 12       | 0        | —    | —    | 37        | 0         |
| Granada (mượn)                 | 2023–24             | La Liga             | 3        | 0        | 0            | 0            | —             | —             | —        | —        | —    | —    | 3         | 0         |
| Granada (mượn)                 | Tổng cộng           | Tổng cộng           | 35       | 0        | 7            | 0            | —             | —             | 12       | 0        | —    | —    | 54        | 0         |
| Albacete                       | 2025–26             | Segunda División    | 0        | 0        | 0            | 0            | —             | —             | —        | —        | 0    | 0    | 0         | 0         |
| Tổng cộng sự nghiệp            | Tổng cộng sự nghiệp | Tổng cộng sự nghiệp | 133      | 3        | 16           | 0            | 2             | 0             | 20       | 0        | 4    | 0    | 175       | 3         |

1. ↑  Số lần ra sân tại Segunda División play-offs
2. 1 2 3 4  Số lần ra sân tại UEFA Champions League
3. ↑  Số lần ra sân tại FIFA Club World Cup
4. 1 2  Số lần ra sân tại UEFA Europa League

## Danh hiệu
Real Madrid
- La Liga: 2021–22
- Copa del Rey: 2022–23
- Supercopa de España: 2021–22
- UEFA Champions League: 2017–18, 2021–22
- UEFA Super Cup: 2022, 2024
- FIFA Club World Cup: 2018, 2022
- FIFA Intercontinental Cup: 2024

U-19 Tây Ban Nha
- Giải vô địch bóng đá U-19 châu Âu: 2015[6]

U-21 Tây Ban Nha
- Giải vô địch bóng đá U-21 châu Âu: 2019[7]

Olympic Tây Ban Nha
- Huy chương bạc Olympic Tokyo 2020

Cá nhân
- Đội hình tiêu biểu của giải vô địch bóng đá U-21 châu Âu: 2019